# Ґубинський район
Ґубинський район (азерб. Quba rayonu) — територіально-адміністративна одиниця на півночі Азербайджану. Адміністративний центр району — місто  Ґуба.
Ґубинський район — регіон розвиненого садівництва (яблоневодства) а также ковроткачества.

## Географія

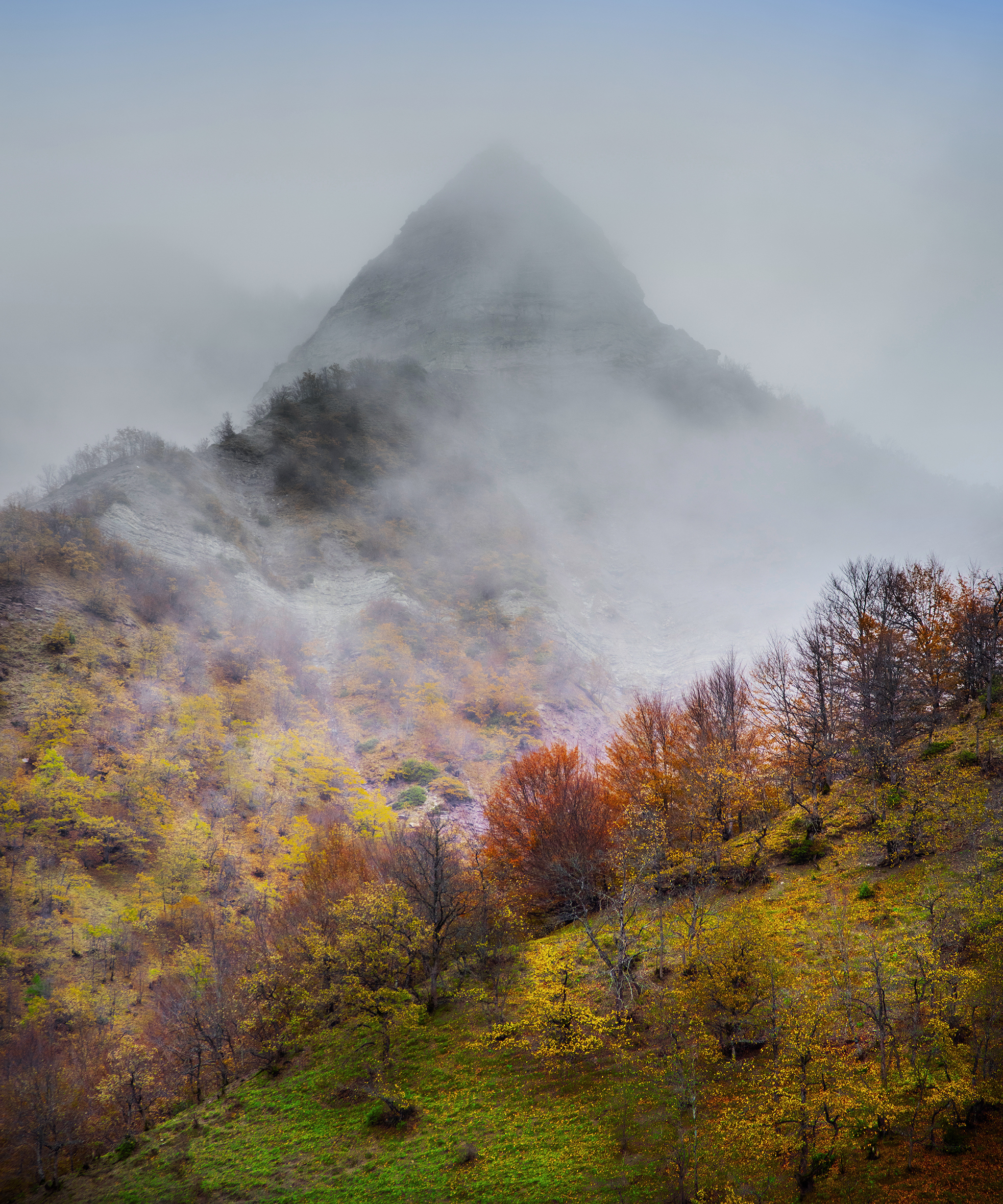
Шахдазький національний парк

Район розташований здебільшого у горах і передгір'ях Кавказьких гір, на північному сході територія переходить у Самур-Дівічінську низовину. Великі річки — Гудіалчай,  Карачай, Вельвелічай. Найвища точка регіону — вершина  Туфандаг. Є мінеральні джерела (Конагкенд, Ерфі, Халтана й інші).
Ґубинский район частково входить до Шахдагського національного парку.

## Галерея

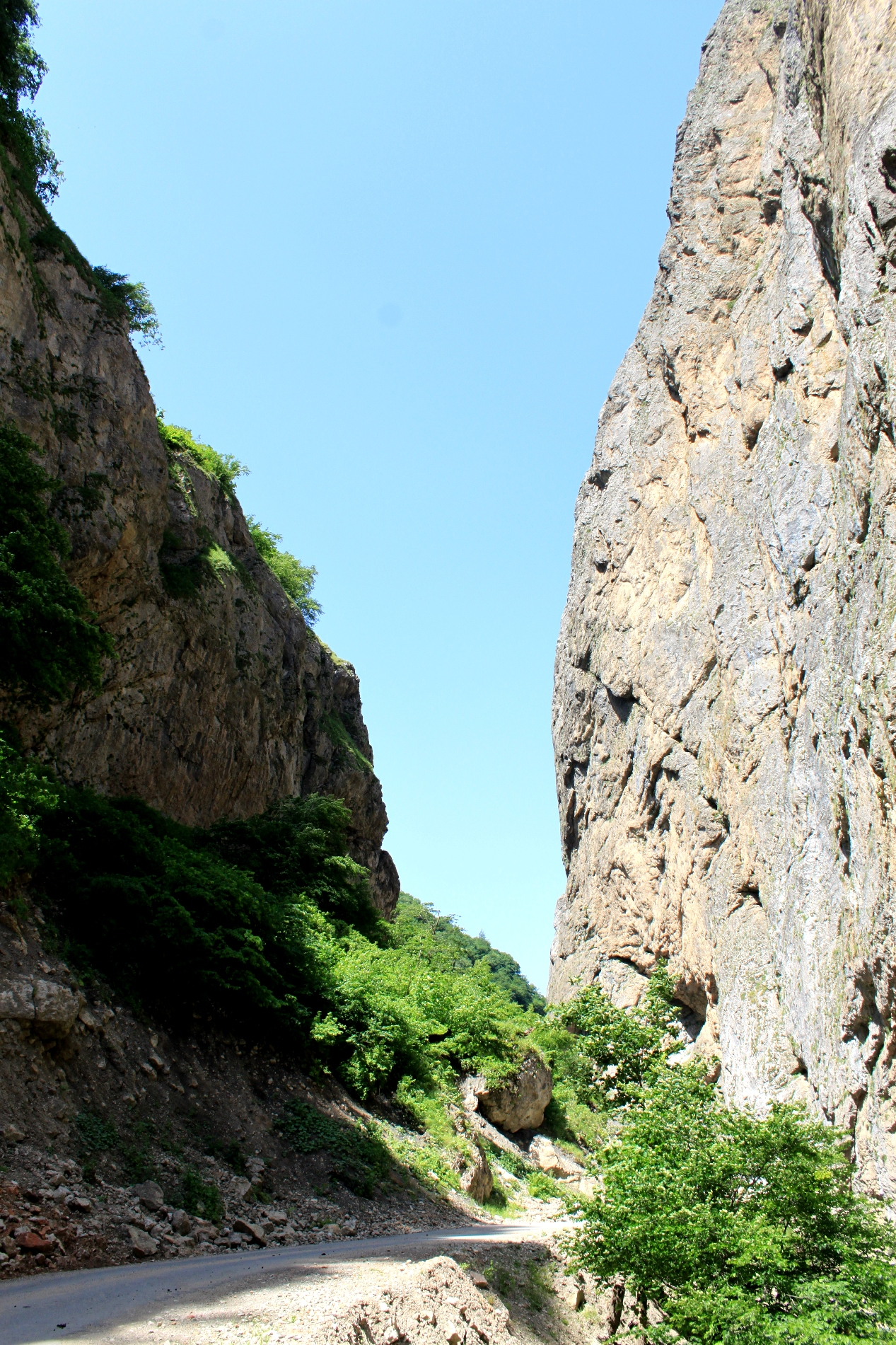
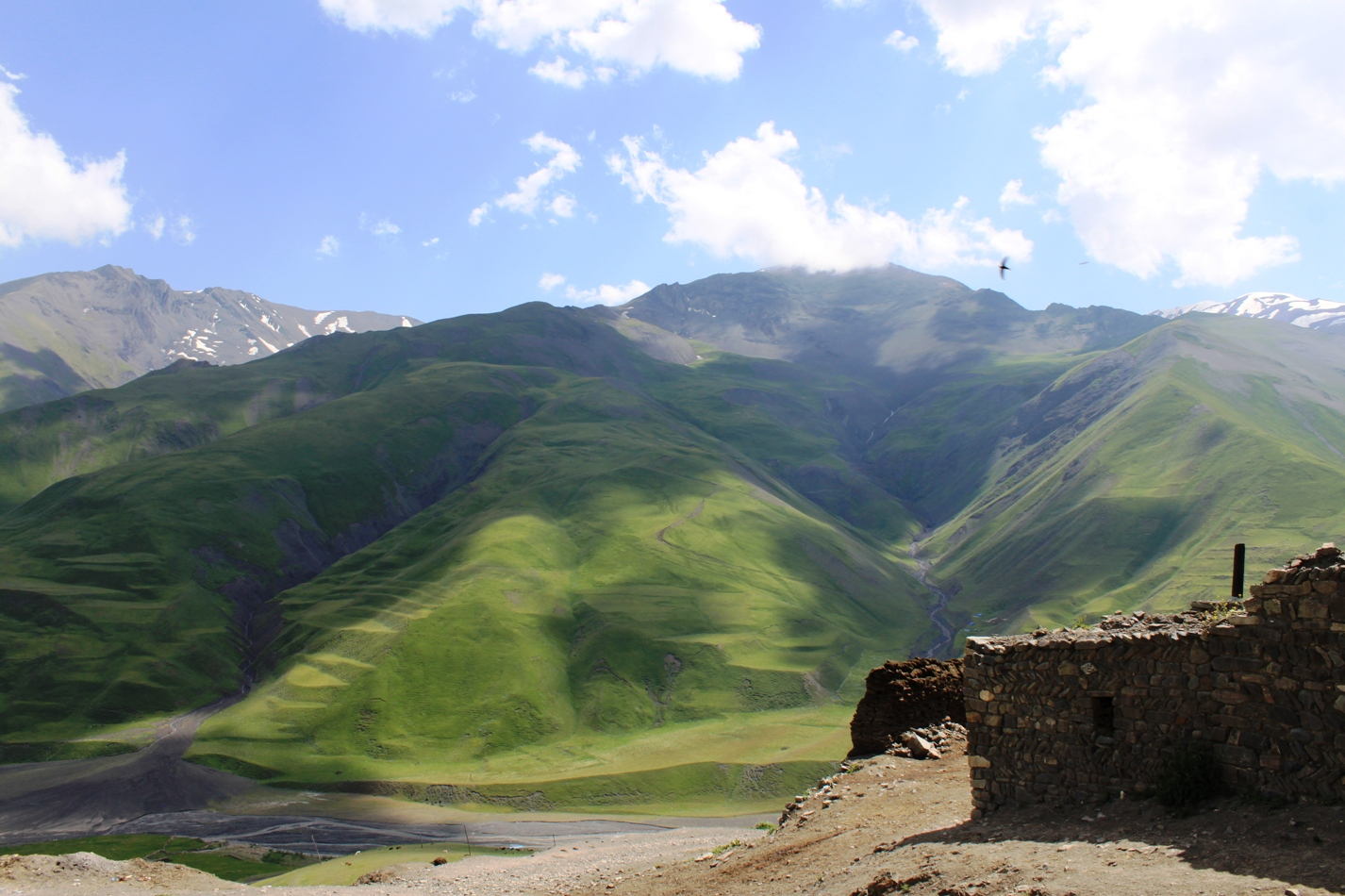
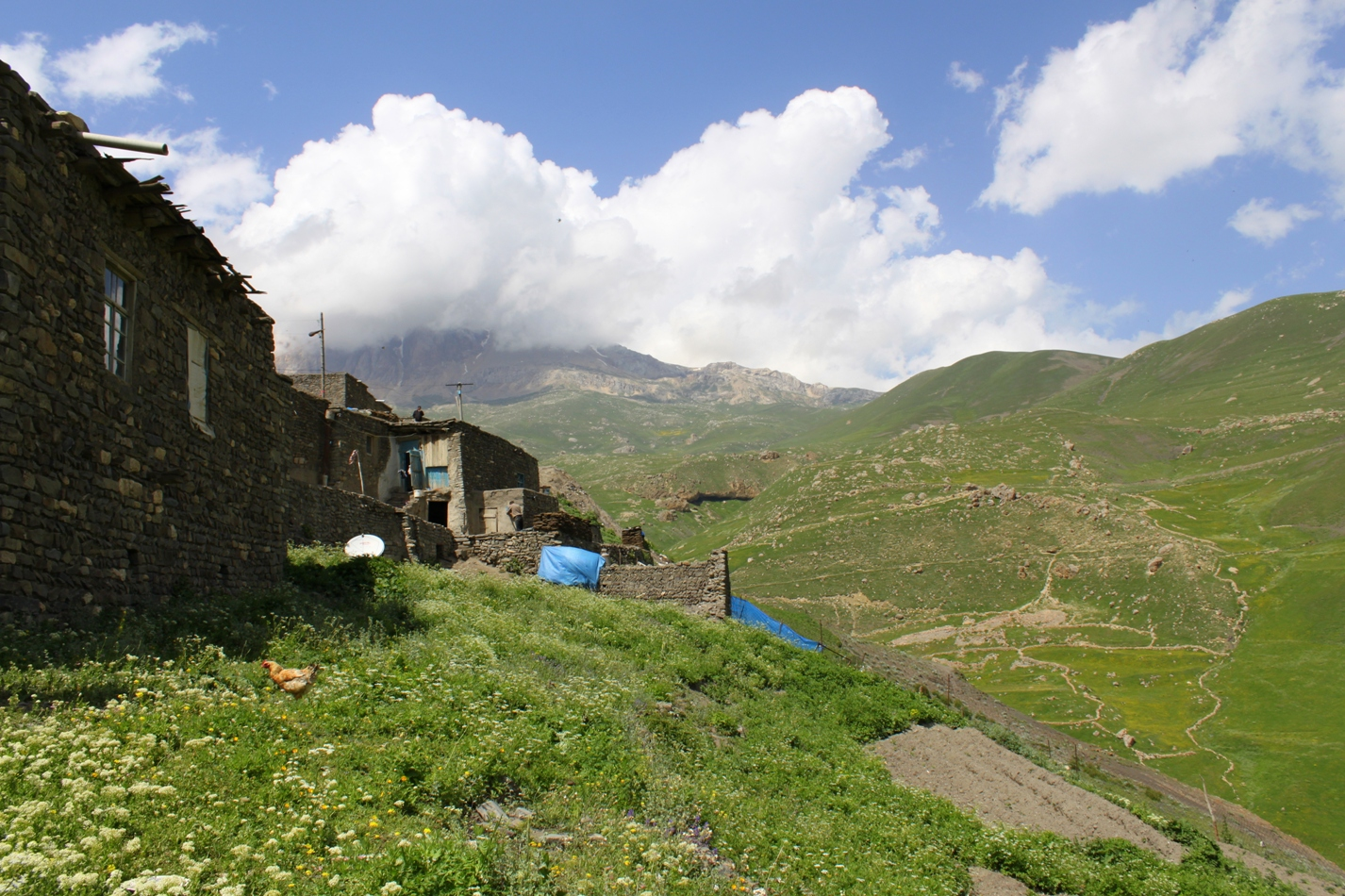
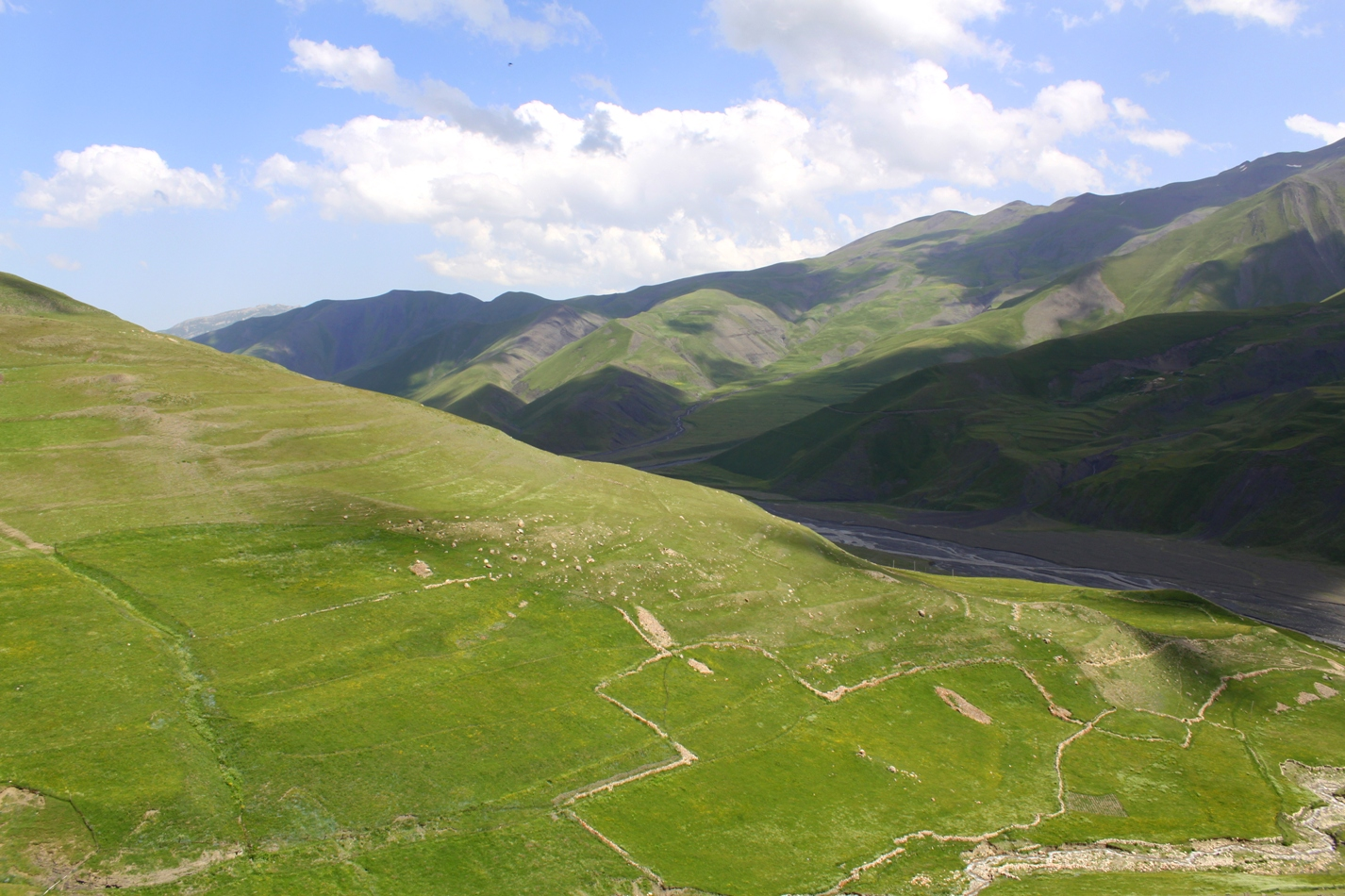